# Витебский приборостроительный завод
ОАО «Витебский приборостроительный завод» (ОАО «ВПЗ»; бел. ААТ «Віцебскі прыладабудаўнічы завод») — белорусская компания, расположенная в Витебске.

## История
Завод был создан на базе существовавшего в 1951—1958 годах завода «Металлмаш», который разместился в корпусах основанного в 1936 году игольного завода. В 1958 году был создан Витебский завод часовых деталей, который в 1963 году преобразован в филиал Минского часового завода «Луч», в 1966 году — в завод часовых деталей Министерства приборостроения, средств автоматизации и систем управления СССР. В 1985 году преобразован в Витебский завод по производству специального часового оборудования, но уже в следующем году преобразован в Витебский приборостроительный завод. В 1986—1992 годах завод входил в состав Витебского производственного объединения «Электроизмеритель». В 1992 году завод преобразован в акционерное общество, в 1995 году — в открытое акционерное общество. На предприятии действовали ремонтно-механический, сборочный, отделочно-гальванический, браслетный, энергетический цеха.
По состоянию на 1995 год завод выпускал наручные и карманные часы «Вымпел», медицинское оборудование, корпуса для часов, фурнитуру, работники получали зарплату продукцией завода. К 2014 году завод прекратил производство часов, численность сотрудников сократилась до 120 человек, предприятие освободило 3 из 4 корпусов. По состоянию на 2020 год завод выпускает только обувную, галантерейную, форменную, мебельную фурнитуру, а также значки, медали, жетоны. Входит в государственное объединение «Витебскпром».